# Tranvia Varese-Prima Cappella-Vellone
La tranvia Varese-Prima Cappella-Vellone era una breve tranvia interurbana, a trazione elettrica, che collegava la città di Varese con la valle del Vellone, collegandosi con le funicolari del Sacro Monte e del Campo dei Fiori.

## Storia

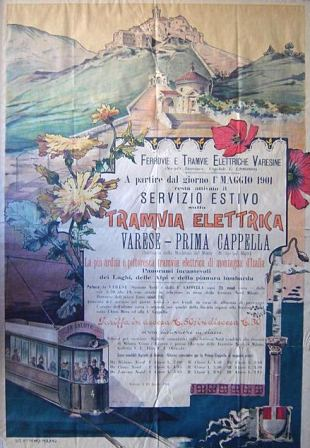
Manifesto tranvia Varese-Vellone

In seguito allo sviluppo del movimento turistico intorno a Varese, diverse personalità cittadine proposero l'impianto di una linea che collegasse la città con il Sacro Monte.
Dopo anni di discussioni e progetti, il 16 dicembre 1894 si costituì la Società Anonima Varesina per una Tranvia Varese-Prima Cappella (SV), che decise di impiantare una tranvia elettrica fino alle pendici del monte. Tale impresa era promossa, fra gli altri, dalla Società delle Ferrovie Nord-Milano e dalla Thomson-Houston, a sostegno del progetto avanzato dall'ingegner Alessandro Ferretti, che lo aveva realizzato in collaborazione con la Schuckert di Norimberga.
I lavori di costruzione degli impianti furono affidati alla ditta Galloli e Belloli e la prima corsa prova si poté svolgere già il 12 agosto 1895, fra le officine sociali di Sant'Ambrogio e la stazione di Varese Nord.
Dopo una corsa inaugurale avvenuta la sera del 21 agosto, la linea fu attivata il 24 successivo fino a Robarello, e il 7 settembre fino alla Prima Cappella, all'inizio della passeggiata del Sacro Monte.
In seguito all'incorporazione della linea nella rete della Società Varesina per Imprese Elettriche (SVIE), avvenuta nel 1906, la nuova società di gestione decise di prolungare la linea fino alla valle del Vellone, e costruire da lì due funicolari, che avrebbero condotto alle vette del Sacro Monte e del vicino Campo dei Fiori.

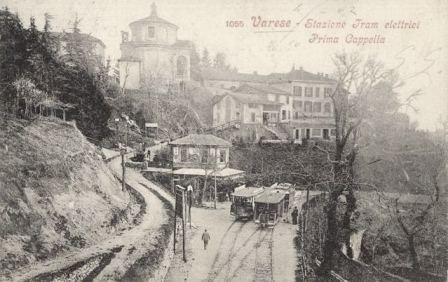
Varese, Prima Cappella stazione

Il prolungamento dalla Prima Cappella al Vellone fu attivato il 6 giugno 1909, contemporaneamente alla funicolare del Sacro Monte; la funicolare del Campo dei Fiori seguì nel 1911.
Nel 1940 la SVIE cedette l'intera rete ferrotranviaria alla Società Varesina Imprese Trasporti (SVIT), controllata della Società Elettrica Bresciana, azienda del gruppo Edison.

Dopo la seconda guerra mondiale, a fronte della necessità di rinnovare gli impianti e il materiale rotabile, l'amministrazione comunale decise di sostituire la tranvia e le funicolari con autobus, attuando tale decisione il 31 agosto 1953; l'ultima corsa serale fu svolta con l'elettromotrice A-17.

## Caratteristiche
| Unknown route-map component "exCONTg" |

| Unknown route-map component "exKBHFe" |

|  |  | Unknown route-map component "uexKBHFa" | Unknown route-map component "KBHFaq" | Unknown route-map component "CONTfq" |

|  |  | Unknown route-map component "uexTUNNEL1" |

| Unknown route-map component "uexBHF" |

| Unknown route-map component "uexBHF" |

|  |  | Unknown route-map component "uexmABZg+l" | Unknown route-map component "exBHFq" | Unknown route-map component "exCONTfq" |

| Unknown route-map component "uexKBHFe" |

|  | Unknown route-map component "CONTgq" | Station on transverse track | Unknown route-map component "CONTfq" |  |

Elettrificata in corrente continua a 600 V, la tranvia era armata con l'inusuale scartamento di 1.100 mm, comune agli altri impianti cittadini e alle tranvie della provincia, nonché alla ferrovia della Valganna.

### Percorso

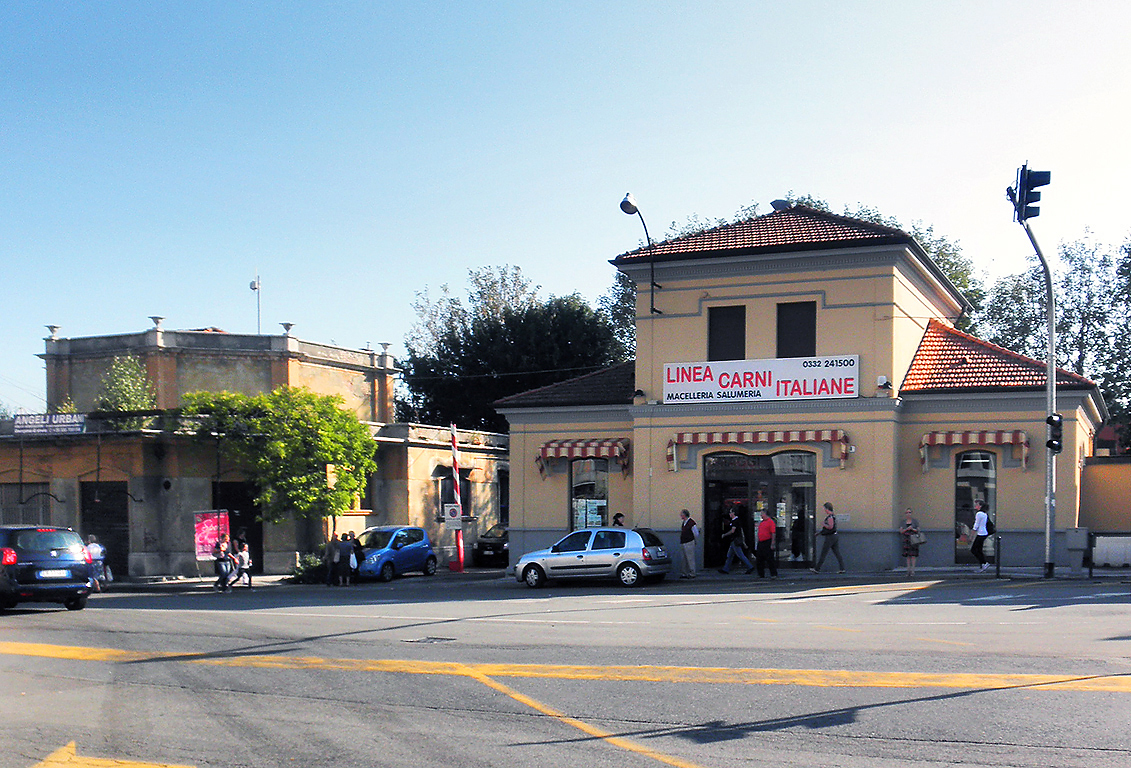
Ex stazione tranviaria di Varese nel 2011

Il capolinea urbano era posto di fronte alla stazione di Varese Nord; da qui i convogli seguivano la viabilità cittadina lungo un percorso parzialmente comune alle tranvie cittadine fino a impegnare viale Aguggiari, che consentiva di arrivare fino alla stazione di Bettole di Varese, capolinea della ferrovia per Ghirla e Luino.
Proseguendo in direzione nord ovest, erano quindi serviti i rioni Sant'Ambrogio e Fogliaro fino a raggiungere Prima Cappella, all'estrema propaggine dell'area urbana e originario capolinea dell'impianto.
Tale stazione, così come il capolinea nella valle del Vellone, comune a quella delle due funicolari, era infine raggiunta mediante la galleria Gaggio la quale, riadattata per consentire il traffico su gomma, venne riaperta nel 2005 per agevolare il raggiungimento della funicolare per il Sacro Monte, riaperta anch'essa cinque anni prima.

## Galleria d'immagini

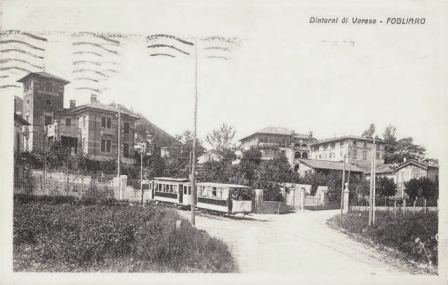
Fogliaro
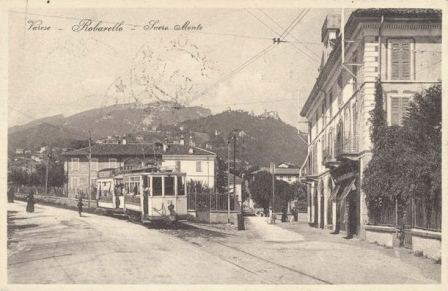
Robarello
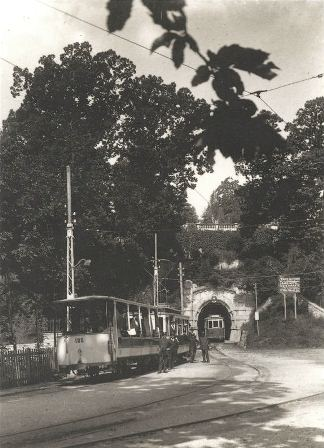
La galleria
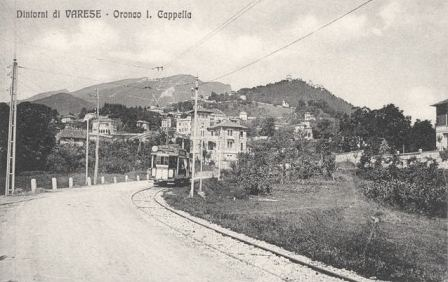
Prima Cappella
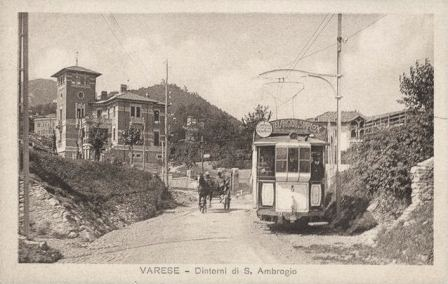
Sant'Ambrogio
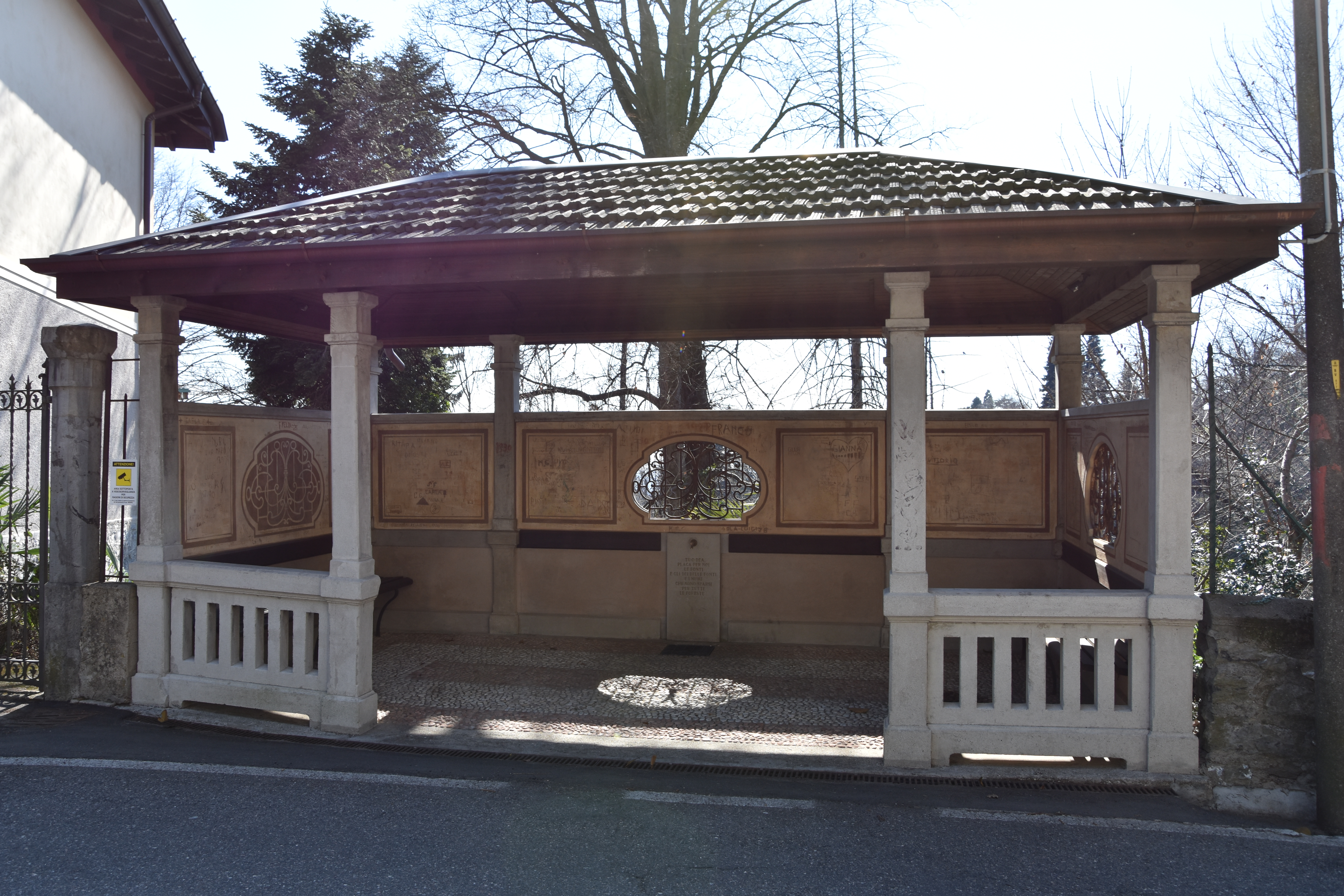
Pensilina al bivio della strada per Velate